# Ju-on: Kuroi shōjo
Ju-on: Kuroi shōjo (呪怨 黒い少女? lett. "Rancore maledetto: La ragazza in nero") è un film del 2009 diretto da Mari Asato.
Pellicola horror giapponese uscita il 27 giugno 2009 per festeggiare il decennale della saga di Ju-On, di cui è il sesto capitolo.

## Trama
Come gli altri film della saga, anche questo è suddiviso in diversi episodi, con una storia di fondo che li collega tra loro.

### Prologo
Una ragazzina di nome Fukie, mentre è a scuola, sembra preda di un attacco epilettico, cade a terra e comincia ad emettere strani versi. La televisione dà la notizia del massacro di una famiglia, un ragazzo è attratto dalla sua vicina di appartamento ma si accorge che qualcosa non va: ultimamente avverte dei forti rumori provenire dall'abitazione, come se qualcosa sbattesse con forza contro il muro, e la vicina appare taciturna e scossa. Un giorno la vede rincasare lasciando la porta aperta, si affaccia per controllare che lei stia bene e all'improvviso una mano nera lo afferra e trascina nell'appartamento, terrorizzando la ragazza.

## Personaggi

### Yuko
Yuko è una giovane infermiera (proprio la vicina del prologo) che accudisce Fukie, e si accorge che strane e inquietanti cose accadono intorno alla ragazza. Un giorno, tornata a casa, il suo giovane vicino entra per chiederle se va tutto bene, e proprio allora un'ombra nera trascina nella casa il ragazzo e lo uccide rompendogli la testa contro il muro (i colpi sentiti dal giovane le sere precedenti). La misteriosa ombra, infine, uccide anche Yuko.

### Ayano
Ayano è una donna che, la sera del massacro di una famiglia, ha preso un taxi e concesso un passaggio ad un uomo. Siccome quest'ultimo sembra pure provarci con lei, Ayano decide di scendere prima della destinazione e si avvia a piedi verso casa. Ma mentre cammina per le strade deserte e buie, ha come l'impressione di essere seguita. Infatti alla fine scorge dietro di sé la sagoma scura di una ragazza sconosciuta che la fissa.

### Fukie
Fukie è una ragazzina in apparenza normale che all'improvviso si sente male a scuola. Sembra ristabilirsi e ritorna a casa. Ma quando rincasa il padre (l'uomo a cui Ayano aveva dato un passaggio col taxi), Fukie ha un nuovo attacco, il padre cerca di soccorrerla, e allora la figlia gli stringe fortissimo un polso e gli dice che lui con quelle mani ucciderà una donna. A quel punto la madre di Fukie, Kiwako, porta la figlia in ospedale: i dottori pensano ad un malessere di origine psichica, quindi sottopongono la ragazzina ad una seduta di ipnosi per cercare la causa del disagio. In quel momento Fukie ha un'altra crisi e prima di svenire, chiede a Kiwako perché non l'abbia partorita. Dalle radiografie si scopre che nel corpo di Fukie c'è una cisti, che in origine era la sua sorella gemella, assorbita dal corpo di Fukie quando erano nell'utero e ora viva come parte della sorella. Kiwako decide allora di chiedere aiuto a sua sorella Mariko, che possiede capacità paranormali.

### Yokota
Yokota, marito di Kiwako, va a trovare la sua amante, Fujie, e all'improvviso viene aggredito da lei, che gli ripete le stesse parole dette dalla figlia. L'uomo sviene, e quando si riprende sembra che sia tutto a posto, come se avesse passato una normale giornata con Fujie, che è a letto. Yokota, però, si accorge di non avere più la cintura, e la trova legata al collo di Fujie, che sembra essere stata strangolata proprio da lui. Terrorizzato, Yokota seppellisce il corpo in un bosco, ma con orrore si accorge che la buca torna scoperta ogni volta che lui prova ad allontanarsi.

### Mariko
Mariko ipotizza che la sorella di Fukie sia come un parassita che si nutre delle sue energie e che vuole vendetta perché non è stata partorita, quindi compie un esorcismo per scacciarla dal corpo della gemella. Il rito sembra funzionare, tuttavia quella sera Mariko prima vede l'anima di Fukie (completamente bianca) poi la nipote fa irruzione nella casa. Mariko capisce di essere stata ingannata, lo spirito vendicativo le ha fatto scacciare in realtà l'anima di Fukie, in modo da avere il totale controllo del corpo della sorella, e così la non-nata massacra Mariko e la sua famiglia.

### Kiwako
La madre di Fukie, rimasta sola, mentre sta stendendo i panni sul tetto dell'ospedale ha una visione di Mariko che le chiede perdono per aver fallito. Kiwako continua a vegliare su Fukie, ma ormai sa che la sua vita è distrutta e che il desiderio di vendetta della non-nata non si placherà mai. Decide quindi di farla finita, e portato sul tetto il corpo di Fukie, si butta con lei di sotto sfracellandosi al suolo.
Compiuta la sua vendetta, lo spirito nero si allontana.

## Distribuzione
Il film è inedito in Italia.

## Curiosità
Il personaggio di Toshio Saeki fa un cameo in una scena del film insieme ad un bizzarro ragazzo senza nome che cerca qualcosa di indefinito e sembra in grado di vedere gli spiriti.